# I. Tassilo bajor herceg
I. Tassilo (vagy Tassilon) (560 – 610) a Bajor Törzsi Hercegségnek (Stammesherzogtum) uralkodója volt 591-től 610-es haláláig. 
Pál diakónus szerint II. Childebert, Austrasia frank királya tette meg őt 591-ben "királlyá" (rex), amikor békét kötött a bajorokkal. A háború Tassilo elődje, I. Garibald idejében indult, amikor az házassággal megpecsételt szövetséget kötött az itáliai longobárdokkal. Nem tudjuk, hogy a frank támadás elől a longobárdokhoz menekült Garibald meghalt-e vagy megdöntötték uralmát. Nem egyértelmű Tassilo és Garibald kapcsolata sem, de feltételezik hogy közeli rokonok voltak, talán Tassilo Garibald fia volt. Mivel Childebert nevezte őt ki, a bajorok állam ekkor frank uralom alatt lehetett. 
Pál diakónus azt írja, hogy Tassilo hamarosan a szlávok földjére indult (valószínűleg Kelet-Tirolba és Karintiába, ahová a szlávok akkoriban telepedtek be) és győztesen, sok zsákmánnyal tért vissza. Diadala rövid életűnek bizonyult, mert 595-ben a szlávok egy kétezres bajor sereget az utolsó emberig levágtak. A sereg a szlávokra támadt, ők azonban segítséget kaptak az avar kagántól.
Tassilo 610-ben halt meg, utóda fia, II. Garibald volt. 

## Fordítás
- Ez a szócikk részben vagy egészben  a   Tassilo I of Bavaria című angol Wikipédia-szócikk ezen változatának fordításán alapul.  Az eredeti cikk szerkesztőit annak laptörténete sorolja fel. Ez a jelzés csupán a megfogalmazás eredetét és a szerzői jogokat jelzi, nem szolgál a cikkben szereplő információk forrásmegjelöléseként.